# هایترا
هایترا (انگلیسی: Hytera) شرکت تجهیزات مخابراتی چینی است، که در سال ۱۹۹۳ تأسیس شد.